# Rodriguesophis iglesiasi
Rodriguesophis iglesiasi — вид змій родини полозових (Colubridae). Ендемік Бразилії.

## Поширення і екологія
Rodriguesophis iglesiasi мешкають на північному сході Бразилії, в штатах Пернамбуку, Баїя, Піауї, Мараньян, Токантінс, Гояс і Мінас-Жерайс. Вони живуть в саванах серрадо і сухих чагарникових заростях каатинга. Живляться ящірками. Відкладають яйця.